# PC Magazine
PC Magazine (czasami nazywane w skrócie PCMag) – magazyn komputerowy, obecnie publikowany w oryginalnej amerykańskiej wersji jako miesięcznik (do 2008 r. był dwutygodnikiem z wydaniami podwójnymi w lipcu i sierpniu). Ma wersję drukowaną i sieciową. Magazyn jest wydawany przez Ziff-Davis Publishing Holdings Inc.

## Historia
Pierwszy numer pisma został wydany w styczniu 1982 r. jako miesięcznik o nazwie po prostu PC (słowo „Magazine” zostało dodane do logo i do nazwy w styczniu 1986 roku). Magazyn stał się dwutygodnikiem w roku 1983, gdy jedno z regularnych wydań osiągnęło w związku z ogromną liczbą reklam 800 stron druku.
Redaktorem naczelnym jest obecnie Wendy Sheehan Donnell. Przed objęciem tego stanowiska Donnell była zastępcą redaktora naczelnego Dana Costy.  Pełnił on tę funkcję od sierpnia 2011 do grudnia 2021. Lance Ulanoff pełnił funkcję redaktora naczelnego od lipca 2007 do lipca 2011. 
PC Magazine publikuje recenzje i przeglądy najnowszego sprzętu komputerowego i oprogramowania. Jest pismem adresowanym obecnie głównie do profesjonalistów. Artykuły piszą tu najsłynniejsi eksperci, jak John C. Dvorak, Michael J. Miller (Thinking Forward), Bill Machrone, Jim Louderback.
Magazyn istotnie zmieniał swój charakter z biegiem lat. Jego objętość, która od drugiej połowy lat 80. do lat 90. oscylowała wokół 400 stron, sięgając niekiedy nawet 600, zaczęła maleć. Wiązało się to z kurczeniem się rynku IT, głównie jednak z rozwojem dostępu do profesjonalnej informacji via Internet. Obecnie objętość miesięcznika nieco przekracza 150 stron.
PC Magazine ma niezwykle wysoką pozycję na rynku prasy komputerowej jako główne źródło wiarygodnej informacji na temat komputerów PC i związanych z nimi wyrobów. Uważa się, że wytyczył on drogę rozwoju światowej prasy informatycznej; był m.in. prekursorem testów porównawczych sprzętu i oprogramowania. Pierwszy taki test (drukarek) opublikował w 1984 r.
Internetowe wydanie miesięcznika zaczęto wydawać pod koniec 1994 r. Wydanie elektroniczne w formacie Zinio jest dostępne od 2004 roku. Przez kilka lat pod koniec lat 1990, roczniki PC Magazine były dostępne w wersji CD-ROM.
Pod logo PC Magazine ukazały się liczne książki naukowe i popularnonaukowe z dziedziny informatyki.
Obecnie pismo ma 9 wydań w obcych językach (zob. niżej). Licencja na wydawanie nie jest jednolita, edycje regionalne mają prawo dowolnie komponować wydania z tłumaczeń oryginału i tekstów własnych; nie są więc identyczne.
W latach 1992–2002 ukazywało się (nakładem Wydawnictwa Naukowego PWN) wydanie polskie (redaktorzy naczelni: Bogdan Miś do 1999, potem Jarosław Cichorski).
Od lutego 2009 pismo ma wyłącznie wydanie internetowe. Ostatnim wydaniem papierowym był numer styczniowy. „Przeniesienie naszej sztandarowej własności do wyłącznie cyfrowego formatu jest ostatnim krokiem w procesie ewolucyjnym, który trwa przez ostatnie siedem lat” – oświadczył Jason Young, dyrektor wykonawczy Ziff Davis.